# لانا دل ری (آلبوم)
لانا دل ری شناخته شده با لیزی گرنت (به انگلیسی: Lana Del Ray a.k.a. Lizzy Grant)، اولین آلبوم استودیویی و مستقل خواننده و ترانه‌سرای آمریکایی لانا دل ری است که از طریق فایو پوینتز رکوردز در سال ۲۰۱۰، هنگامی که دل ری با نام واقعی اش «لیزی گرنت» شناخته می‌شد، منتشر شد.
آلبوم به صورت دیجیتال و از طریق فروشگاه آی‌تیونز منتشر گشت. اما در نهایت، به زودی از دسترس خارج شد. بر اساس گفته‌های دل ری، این آلبوم از اینترنت حذف شد زیرا ناشر توان مالی برای پشتیبانی آلبوم را نداشت. دل ری بعدها حق انتشار آلبوم را به کلی از ناشر بازخرید کرد. در آن زمان، دل ری نام مستعارش را به صورت "Del Ray" می‌نوشت که بعدها به "Del Rey" تغییر پیدا کرد. بعد از انتشار آلبوم زاده‌شده برای مردن (آلبوم)، وی اعلام کرد که نهایتاً می‌خواهد دوباره آلبوم را منتشر کند.

## ضبط و تاریخچه
تهیه‌کنندگی آلبوم را تهیه‌کننده بزرگ صنعت موسیقی David Kahne، بر عهده داشت. او و دل ری آلبوم را در یک بازه زمانی سه‌ماهه ضبط کردند. قبل از انتشار آلبوم، دل ری یک آلبوم چندآهنگه با عنوان بکش بکش را از طریق آی‌تیونز در اکتبر ۲۰۰۸ منتشر کرد که شامل قطعه‌های «بکش بکش»، «مادربزرگ» و «یایو» بود. «یایو» بعداً دوباره ضبط و در نسخه پارادیس از آلبوم زاده‌شده برای مردن منتشر شد. دل ری بیان کرده‌است که: «دیوید تنها یک روز پس از آن که پیش نمایشی از آهنگ مرا شنیده بود، خواست تا با من کار کند. او به عنوان تهیه کننده‌ای با صداقت بسیار زیاد شناخته شده‌است که به ساخت موزیک‌هایی که فقط پاپ نیست علاقه دارد.» پدر دل ری، رابرت گرنت، به او برای فروش آلبوم کمک کرد. آلبوم برای مدتی کوتاه در فروشگاه آی‌تونز قابل خرید بود تا این که از دسترس خارج شد. بر طبق گفته‌های David Kahne و David Nichtern صاحب ناشر قبلی لانا دل ری گرنت حقوق آثار خود را از این شرکت بازخرید کرد و آلبوم از روی آی‌تیونز برداشته شد. آن‌ها همچنین در این باره می‌گویند او می‌خواست این موضوع از جریان حرفه‌ای وی خارج شود و به او گفتند با این کار فرصت‌های آینده برای توزیع و پخش کارهایش را خفه می‌کند. David Kahne همچنین می‌گوید: «از آنجایی کمه من می‌توانم بگویم من فکر می‌کنم لانا صاحب آلبوم است، و او می‌خواهد این آلبوم از جریان کار خارج شود، و این دلیلی هست که آن‌ها حقوق آلبوم را از ناشر خریدند. من فکر می‌کنم او می‌خواهد لانا دل ری باشد و نه لیزی گرنت. این اسم خانوادگی او بوده‌است و او خیلی دراماتیک است. او این شخص دیگر را از بین برد. من فکر می‌کنم او در واقع فکر می‌کند شخص دیگری است و احتمالاً همینطور هم هست؛ بنابراین این تصمیمی بود که او گرفت. این که او دیگر نمی‌خواست ردی از آن شخص وجود داشته باشد.» در ژانویه ۲۰۱۲ با انتشار آلبوم بعدی دل ری از طریق ناشران بزرگ موسیقی، دل ری در BBC بیان کرد که تمامی حقوق آلبوم را اخیراً خریداری کرده و می‌خواهد در تابستان ۲۰۱۲ آن را مجدداً منتشر کند. در می ۲۰۱۲ او اعلام کرد که آلبوم در آن تابستان منتشر نخواهد شد. هر چند دل ری قطعه «یایو» را دوباره ضبط و در آلبوم چند آهنگه پارادایس منتشر کرد.

## لیست قطعه‌ها

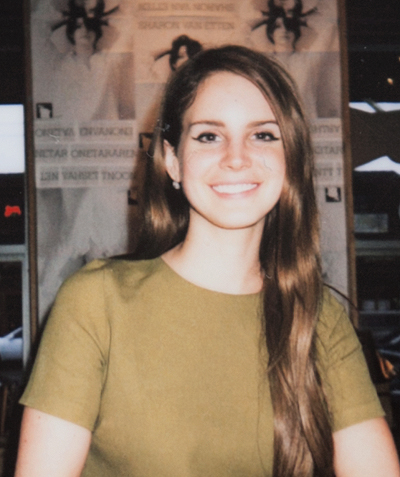
لانا دل ری در حال تبلیغ آلبومش در مارس ۲۰۱۲، در سیاتل، واشنگتن.

| شماره      | نام                                              | نویسنده(ها)       | مدت   |
| ---------- | ------------------------------------------------ | ----------------- | ----- |
| ۱.         | «بکش بکش»                                        | الیزابت گرنت      | ۳:۵۷  |
| ۲.         | «ملکه ایستگاه گاز (پمپ بنزین)»                   | گرنت              | ۳:۰۴  |
| ۳.         | «اوه بگو می‌توانی ببینی»                          | گرنت              | ۳:۴۰  |
| ۴.         | «مادربزرگ (Blue Ribbon Sparkler Trailer Heaven)» | گرنت، David Kahne | ۳:۵۵  |
| ۵.         | «For K Part 2»                                   | گرنت              | ۳:۲۴  |
| ۶.         | «پرش»                                            | گرنت              | ۲:۵۱  |
| ۷.         | «متل پری دریایی»                                 | گرنت              | ۴:۰۲  |
| ۸.         | «مرا بالغ کن (جنوب میسیسیپی)»                    | گرنت              | ۴:۲۲  |
| ۹.         | «Pawn Shop Blues»                                | گرنت، Kahne       | ۳:۲۶  |
| ۱۰.        | «Brite Lites»                                    | کرنت              | ۲:۵۸  |
| ۱۱.        | «Put Me in a Movie»                              | گرنت              | ۳:۱۳  |
| ۱۲.        | «باهوش»                                          | گرنت، Kahne       | ۲:۴۹  |
| ۱۳.        | «یایو»                                           | گرنت              | ۵:۴۵  |
| مجموع مدت: | مجموع مدت:                                       | مجموع مدت:        | ۴۷:۲۳ |